# Mocetta e Carn Seca

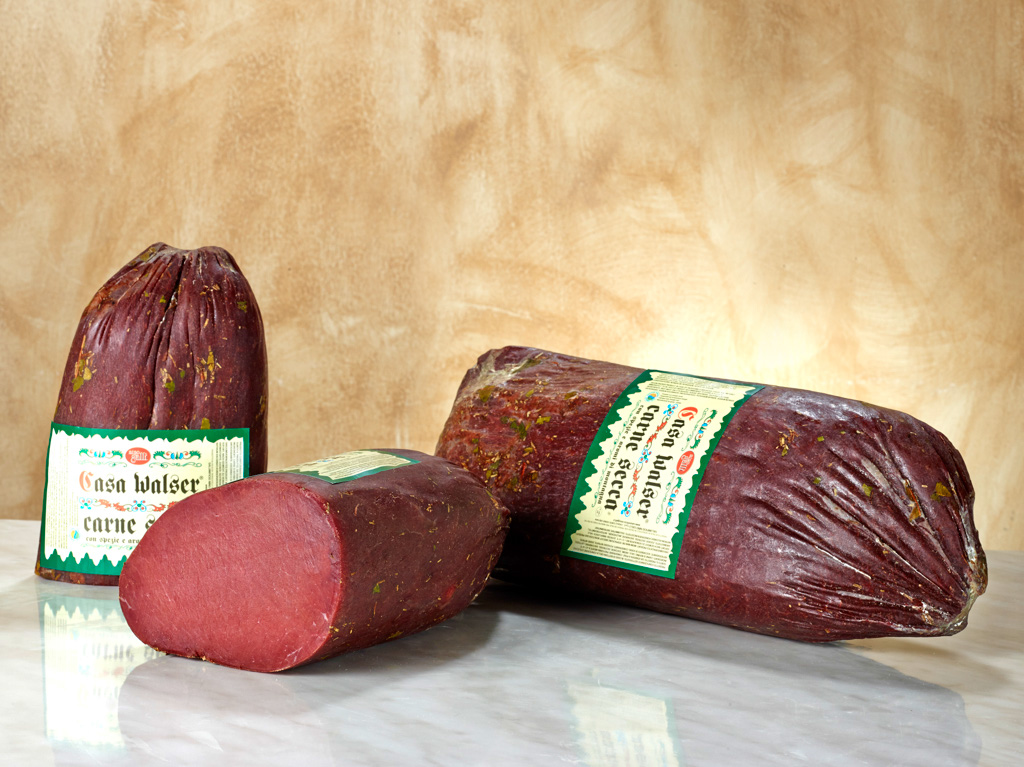

## La Storia della Brisaula (Nino Galli)
La produzione di "Brisaula" e delle sue varianti "Mocetta" e "Carn Seca", in Val d'Ossola e, più in generale, nel territorio della Provincia del Verbano-Cusio-Ossola, ha origini antichissime e viene fatta risalire ad usanze e tradizioni del popolo walser, di origine Germanica, protagonista della colonizzazione e dell'insediamento agricolo permanente ad alta quota nel Canton Vallese Svizzero, (da cui il nome Walliser) e, successivamente, nelle Vallate Ossolane, ai piedi del Monte Rosa. Per la conservazione delle carni ottenute dalla macellazione degli animali
utilizzavano tecniche quali la salatura, l'affumicazione e l'essiccazione
all'aria, che avveniva dopo aver cosparso la superficie dei pezzi di carne
con spezie ed erbe aromatiche, al fine di allontanare gli insetti.
"Brisaula, della Val d'Ossola", "Mocetta" e "Carn Seca", figurano
nell'Elenco dei "PRODOTTI AGROALIMENTARI TRADIZIONALI DELLA REGIONE
PIEMONTE", (ai sensi dell'art. 8 del Dlgs. 30.04.1998, n 173).
L'utilizzo dell'appellativo "Brisaula della Val d'Ossola è riservato ai
produttori membri dell'"Associazione dei produttori della Brisaula della Val
d'Ossola" ed ai prodotti realizzati nel rispetto delle modalità previste da
un apposito Disciplinare di produzione nel territorio della Provincia del Verbano Cusio Ossola.
Per la produzione vengono utilizzati la punta dell'anca, la sottofesa ed il
magatello del bovino.
Nel rispetto della tradizione Walser, la carne è ancor oggi conciata con
spezie e aromi naturali: cannella, chiodi di garofano, aglio, rosmarino,
alloro, facoltativamente ginepro, che conferiscono al prodotto una nota
caratteristica unica, diversa da tutte le bresaole altrove prodotte.
La pezzatura è variabile in dipendenza dei tagli di carne lavorati.
Si presenta con la forma anatomica naturale del taglio anatomico utilizzato
o in forma cilindrica regolare, quando stagionata in budello e rete
elastica.
Al taglio risulta consistente e di colore rosso intenso, con scarsissima
infiltrazione di grasso.